# Anthurium yamayakatense
Anthurium yamayakatense är en kallaväxtart som beskrevs av Thomas Bernard Croat. Anthurium yamayakatense ingår i släktet Anthurium och familjen kallaväxter. Inga underarter finns listade.